# Microdynerus monolobus
Microdynerus monolobus är en stekelart som först beskrevs av Richard Mitchell Bohart 1951.  Microdynerus monolobus ingår i släktet Microdynerus och familjen Eumenidae. Inga underarter finns listade i Catalogue of Life.